# ایناسیو کورتابوریا
ایناسیو کورتابوریا (انگلیسی: Inaxio Kortabarria؛ زادهٔ ۳۱ ژوئیهٔ ۱۹۵۰) بازیکن فوتبال اهل اسپانیا است.
از باشگاه‌هایی که در آن بازی کرده‌است می‌توان به باشگاه فوتبال رئال سوسیداد اشاره کرد.
وی همچنین در تیم‌های ملی فوتبال Spain national amateur football team، اسپانیا، و باسک بازی کرده‌است.